# The White Heather
The White Heather er en amerikansk stumfilm fra 1919 af Maurice Tourneur.

## Medvirkende
- Holmes Herbert som Lord Angus Cameron
- Ben Alexander som Donald Cameron
- Ralph Graves som Alec McClintock
- Mabel Ballin som Marion Hume
- John Gilbert som Dick Beach